# Districte de Bugesera
El districte de Bugesera és un akarere (districte) de la província de l'Est, a Ruanda. La seva capital és Nyamata. Hi ha dos memorials al genocidi tutsi.

## Geografia i turisme
El districte comprèn àrees al sud de Kigali, que abans estaven a la província de Kigali Ngali, al voltant de la ciutat de Nyamata. La zona és propensa a les sequeres, i ha estat assignada com la ubicació d'un possible nou aeroport internacional per servir a Kigali, a 40 km, substituint l'Aeroport Internacional de Kigali.
La zona té una temperatura diària superior a la mitjana ruandesa, i una menor precipitació, que de vegades provoca sequeres.

## Sectors
El districte de Bugesera està dividit en 15 sectors (imirenge): Gashora, Juru, Kamabuye, Ntarama, Mareba, Mayange, Musenyi, Mwogo, Ngeruka, Nyamata, Nyarugenge, Rilima, Ruhuha, Rweru i Shyara.